# Samuel Ryder
Samuel Ryder (Walton-le-Dale, 24 marzo 1858 – Londra, 2 gennaio 1936) è stato un mercante di spezie britannico, appassionato di golf che sponsorizzò alcuni tornei negli anni venti fra i quali una competizione fra Stati Uniti d'America e Regno Unito che si svolge ininterrottamente da allora ed è chiamata, in suo onore, Ryder Cup.

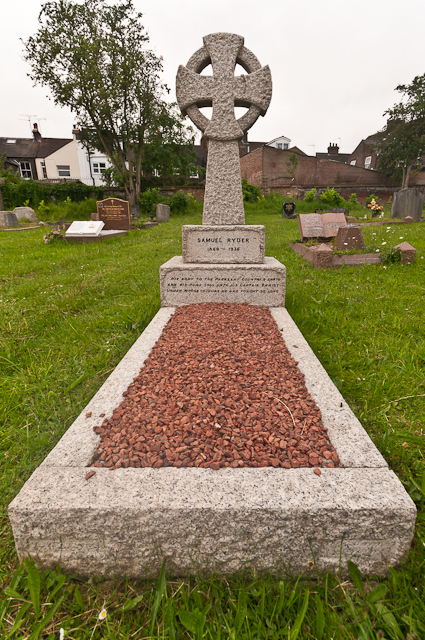
La tomba di Samuel Ryder

Primo figlio maschio degli otto figli di Samuel Ryder (1823/4–1904), giardiniere, e di sua  moglie Elizabeth il giovane Samuel fu in grado di frequentare l'Owens College a Manchester per diventare insegnante ma non riuscì a completare gli studi a causa della salute cagionevole. Iniziò a lavorare dapprima per una società di spedizioni e più tardi con il padre che nel frattempo si era dedicato al commercio di semenze. In seguito ad alcuni contrasti col padre riguardanti alcune innovazioni proposte abbandonò l'attività di famiglia e si recò a Londra per lavorare per un mercante di semenze.
Nel 1908, in seguito ad un riacutizzarsi dei problemi di salute gli venne consigliata dell'attività all'aria aperta e Samuel, su consiglio di alcuni amici, si avvicinò, e ben presto si appassionò, al golf.
Nel 1924 organizzò e finanziò un torneo internazionale fra giocatori professionisti statunitensi e britannici che divenne ben presto un appuntamento regolare e per il quale offrì come premio in palio la Ryder Cup, un trofeo in oro del valore di 100 guinee che conferì personalmente ai vincitori nelle prime edizioni del torneo che si svolgeva, e si svolge tuttora, a cadenza biennale.
La sua salute peggiorò drasticamente e nel 1936 Ryder morì di polmonite a 77 anni.